# Dermatologija
Dermatologija (iz grščine derma - koža) je veja medicine, ki se ukvarja z zdravljenjem kože in njej pritrjenih las, nohtov, žlez,... Dermatologi se veliko ukvarjajo z odkrivanjem in zdravljenjem kožnih bolezni in kožnega raka. Domena dermatologije je tudi alergologija, oziroma odkrivanje in zdravljenje oblik alergij, ki se pojavljajo na koži. Specialisti dermatologi se ukvarjajo tudi s flebologijo, ki je veda o boleznih venskega sistema. Največkrat vidimo pri bolnikih z obolenji venskega sistema krčne žile.
Kirurška stran dermatologije se imenuje dermakirurgija, patološka pa dermapatologija.
Zdravnik specialist, ki deluje na tem področju, se imenuje dermatolog.